# Evangelios de Rábula

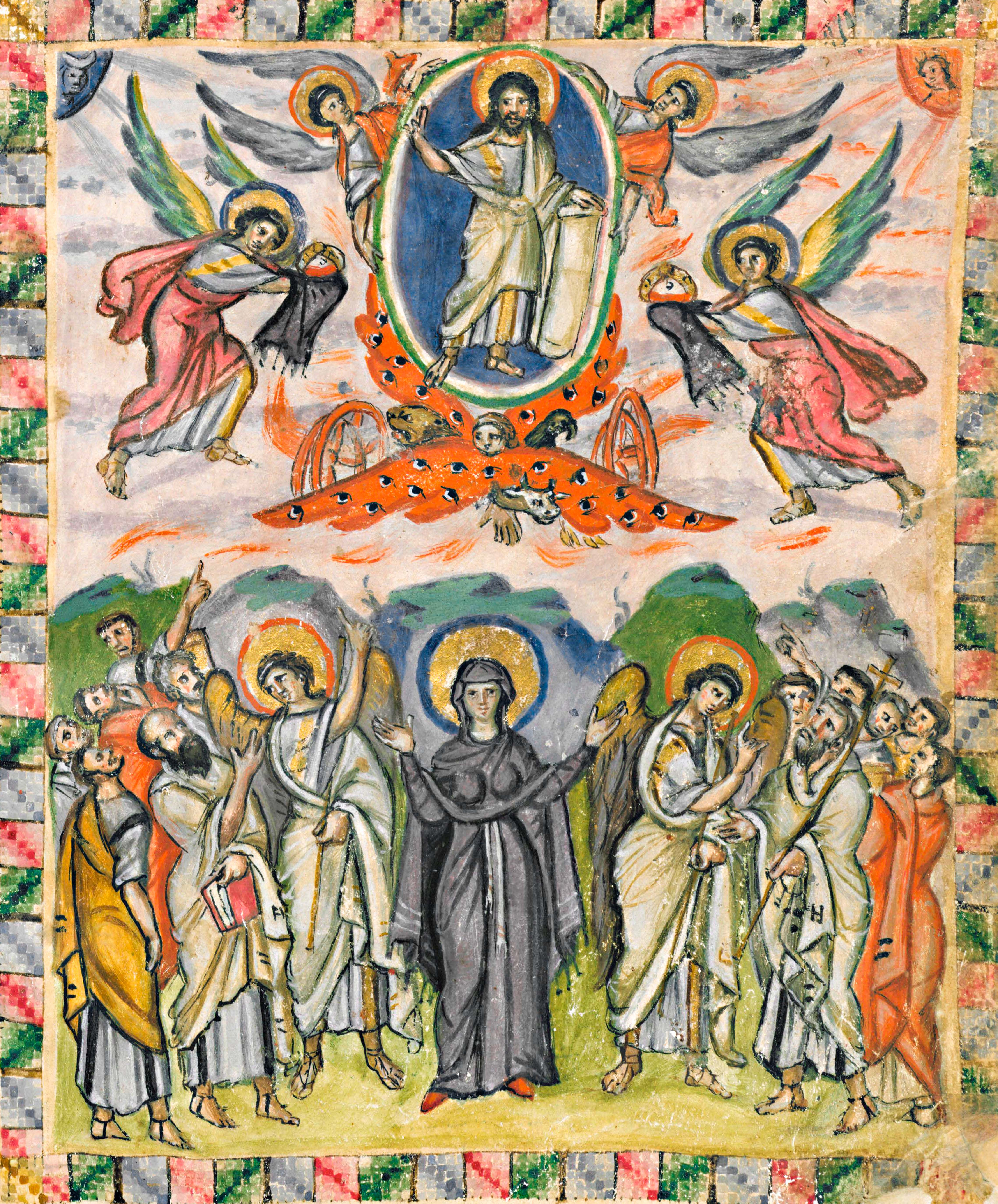
Folio 13v de los Evangelios de Rábula con una miniatura de la Ascensión.

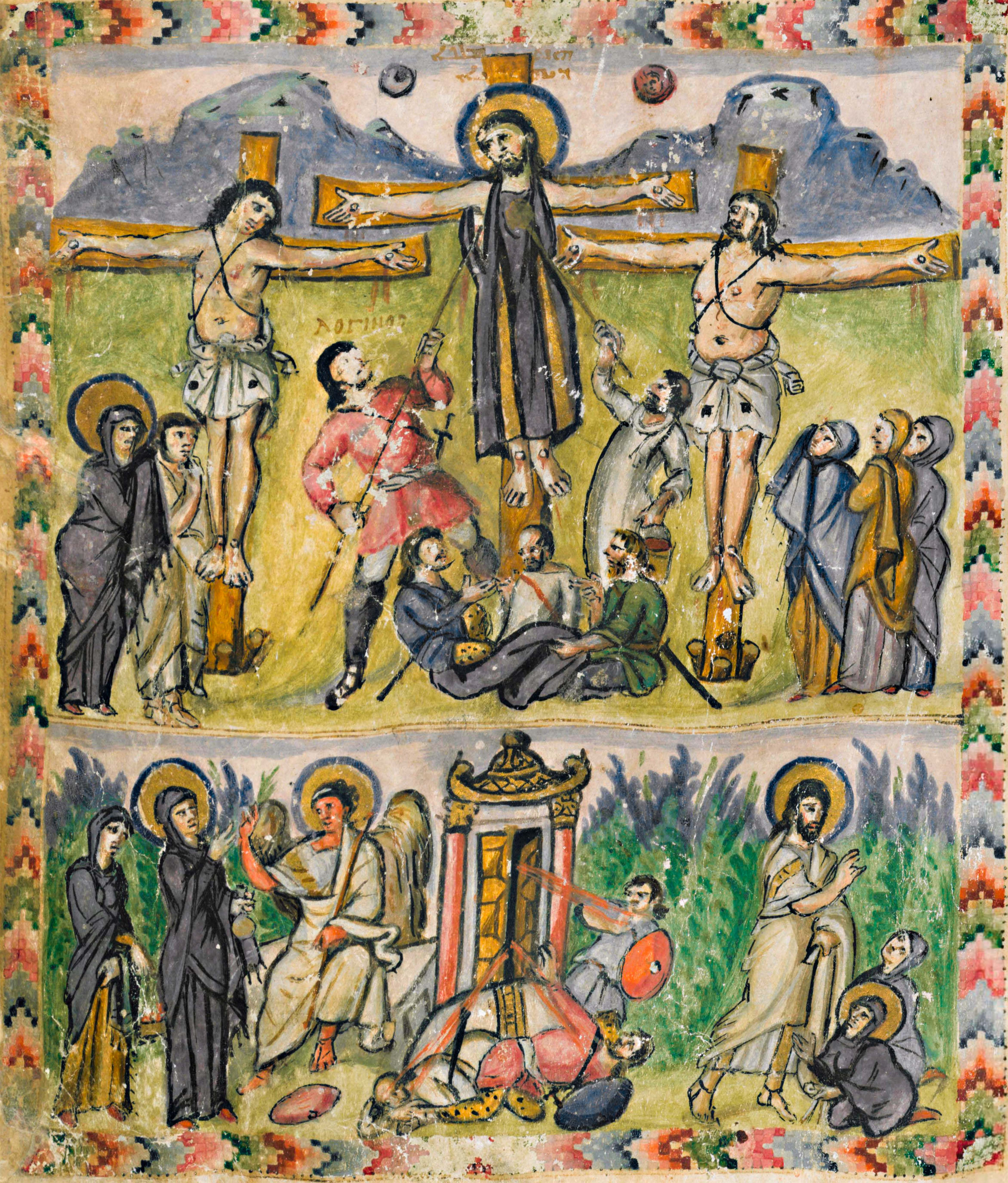
La primera crucifixión de Jesús en un manuscrito iluminado, se produjo en oriente, en los Evangelios de Rábula.

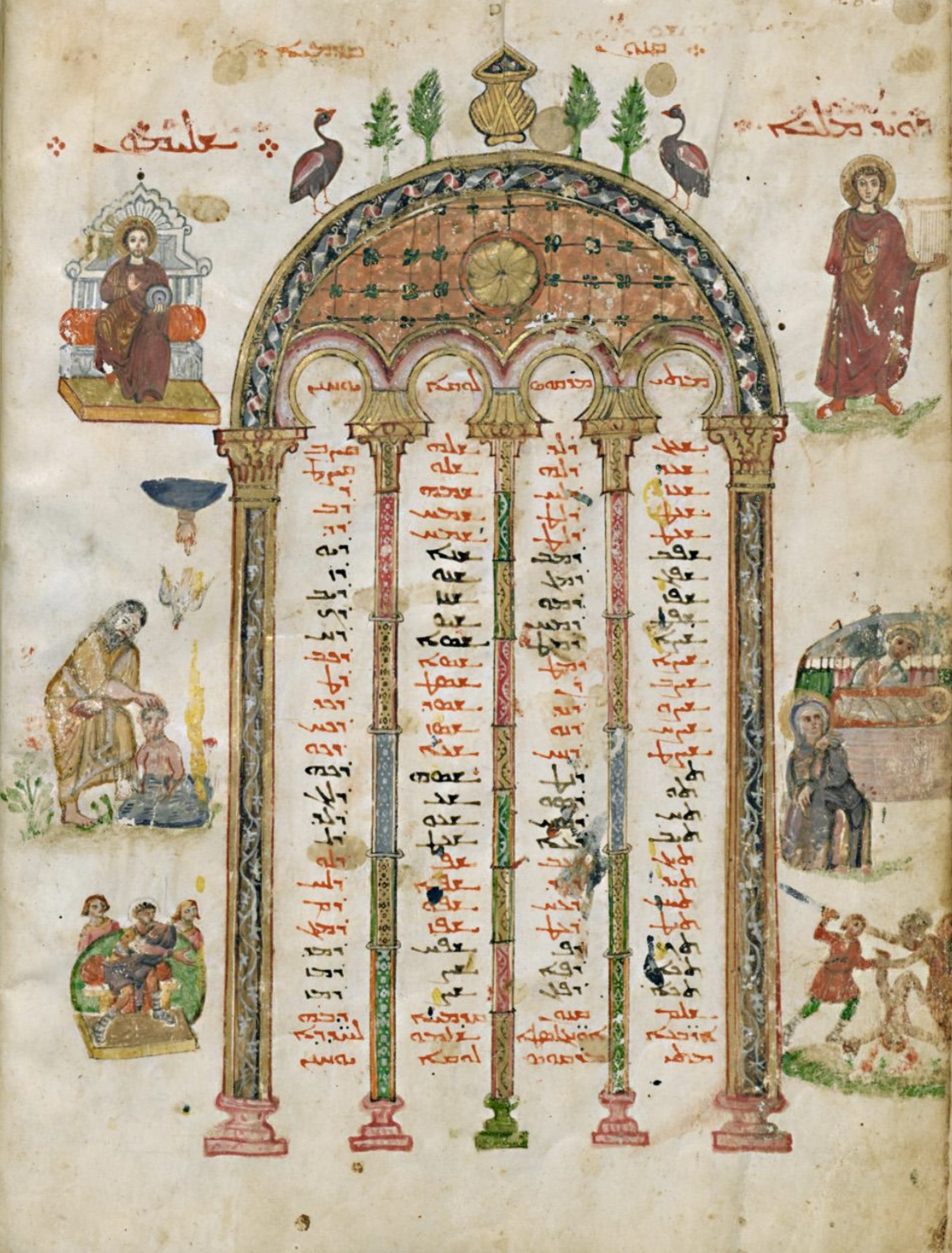
Folio 4v con las tablas canónicas, armonización de los cuatro evangelios, con miniaturas marginales.

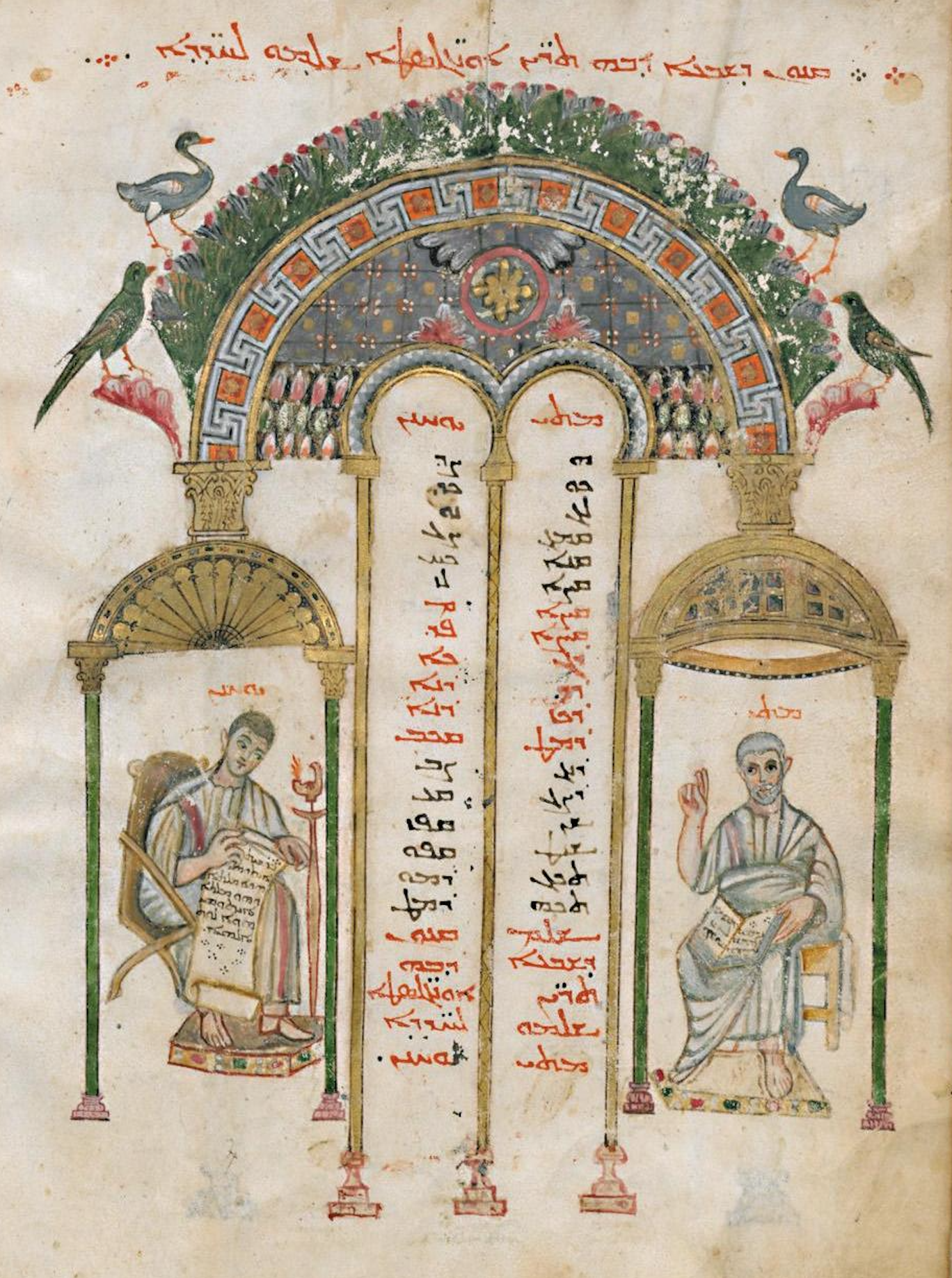
Folio 9v que representa a Juan y Mateo respectivamente.

Los Evangelios de Rábula o Evangeliario de Rábula, conservados en la Biblioteca Medicea Laurenziana de Florencia (cod. Plut. I, 56) es un evangeliario iluminado del siglo VI en siríaco. Está considerado como una de las mejores obras bizantinas producidas en Asia, y uno de los primeros manuscritos cristianos con grandes miniaturas. Se le distingue por la predilección del miniaturista por los colores brillantes, movimiento, drama y expresionismo. 
Procedente de un período en el que nos han sobrevivido pocos restos artísticos, y cuando se experimentó un gran desarrollo en la iconografía cristiana, el manuscrito ocupa un lugar importante en la historia del arte. Investigaciones recientes han sugerido que el manuscrito fue completado en el año 586 aunque luego ha sido parcialmente retocado por restauradores y unido con miniaturas de otras fuentes en los siglos XV o XVI.

## Descripción
El Evangelio se completó en 586 en el Monasterio de San Juan de Zagba (en siríaco: ܒܝܬ ܙܓܒܐ, Bēṯ Zaḡbā) que, aunque tradicionalmente se cree que había sido en el norte de Mesopotamia, ahora se cree que se encontraba entre Antioquía y Apamea en la Siria actual. Está firmado por su escriba, Rábula (ܪܒܘܠܐ, Rabbulā) del que no se sabe nada más, y del que no debe confundirse con el obispo Rábula de Edesa (412-435). En su estado actual, los folios son de 34 cm por 27 cm. Se desconoce su tamaño original porque fueron recortados durante anteriores reencuadernaciones. El texto está escrito en tinta negra o marrón oscura en dos columnas de un número variable de líneas. Hay notas al pie escritas en tinta roja en la parte inferior de muchas de las columnas. El texto es la versión en peshita de la traducción siríaca de los Evangelios.
El manuscrito está iluminado, con el texto enmarcado con elaborados motivos florales y arquitectónicos. Los cánones del Evangelio están dispuestos en arcadas adornadas con flores y pájaros. El miniaturista obviamente se inspiró en el arte helenístico (figuras drapeadas), pero se basó principalmente en las tradiciones ornamentales de Persia. Algunas miniaturas, en particular las que representan la Crucifixión, Ascensión y Pentecostés, son imágenes realísticas con un marco decorativo formado por zigzags, curvas, arcoíris y otras. La escena de la Crucifixión es la más antigua que ha sobrevivido en un manuscrito iluminado, y muestra el estilo oriental de la imagen de ese tiempo. Hay una miniatura de los Apóstoles eligiendo un nuevo duodécimo miembro (después de la pérdida de Judas Iscariote). Este no es un evento que se encuentra en los Evangelios canónicos (aunque se menciona en el Capítulo 1 de Hechos) y casi nunca se ve en el arte posterior. El artista fue entrenado en la tradición ilusionista clásica, y es una mano competente y práctica, aunque no pueda decirse que tenga un talento sobresaliente. Sin embargo, las imágenes de este período que han sobrevivido son tan raras que son extremadamente valiosas para mostrar el estilo y la iconografía de su época.
El orientalista francés Edgard Blochet (1870-1937) argumentó que algunos de los folios del manuscrito, incluyendo la serie pictórica, eran una interpolación no anterior a los siglos X u XI. Dado que el título original que acompaña a las miniaturas tienen el mismo carácter paleográfico que el texto principal del manuscrito, Giuseppe Furlani y Carlo Cecchelli rechazaron esta teoría en el comentario de la edición facsímil de las miniaturas publicada en 1959. Sin embargo, las dudas sobre la unidad original de los contenidos continuaron. Más recientemente, los estudiosos han propuesto que el texto del 586 solo estaba vinculado con las miniaturas en el siglo XV, y que las miniaturas en sí mismas fueron tomadas de, al menos, otro manuscrito original y procedente de dos campañas de trabajo diferentes.
La historia del manuscrito después de su redacción es vaga hasta el siglo XI, cuando estuvo en Maipuc-Biblos, Líbano. A finales del siglo XIII o principios del siglo XIV llegó al monasterio de Quannubin en el Valle de Qadisha. A finales del siglo XV o principios del XVI, el manuscrito fue llevado por el Patriarca maronita a la Biblioteca Laurenciana de Florencia, donde se encuentra actualmente.
El manuscrito ha servido durante la Edad Media como registro de los patriarcas maronitas (Elias Kattar).

## Miniaturas grandes
- Fol. 1a Elección del apóstol Mateo por los otros once.
- Fol. 1b
- Fol. 2a Cristo recibe un libro de dos monjes (dedicación) / Santos Eusebio de Cesarea y Amonio de Alejandría.
- Fol. 3b-12b Las tablas canónicas de Eusebio con pequeñas miniaturas marginales.
- Fol. 9b Mateo y Juan.
- Fol. 13a Crucifixión de Cristo / Tres Marías en el sepulcro.
- Fol. 14a Ascensión de Cristo / Cristo con cuatro monjes.
- Fol. 14b Descenso del Espíritu Santo en Pentecostés.